# Adam Jarzębski
Adam Jarzębski (* um 1590 in Warka; †  Anfang 1649 in Warschau) war ein polnischer Violinist und Komponist.

## Leben
Jarzębski wirkte ab 1612 als Violinist in der Hofkapelle des brandenburgischen Kurfürsten Johann Siegmund, mit der er in vielen deutschen Städten konzertierte. 1615 schickte ihn der Kurfürst für ein Jahr nach Italien. 1617 ließ er sich in Warschau als Mitglied der königlichen Kapelle nieder. Als Anerkennung für sein musikalisches Talent erhielt er von König Sigismund zahlreiche Vergünstigungen, und es gelang ihm, in das Warschauer Patriziat aufgenommen zu werden. 1635 wurde er von König Wladislaw IV. mit der Beaufsichtigung des Baus des Palastes von Ujazdów beauftragt, seitdem zeichnete er mit muzyk J.K.M. i budowniczy ujazdowski, gleichbedeutend mit königlicher Musiker und Baumeister von Ujazdów. Am 26. Dezember 1648 verfasste er sein Testament und verstarb kurze Zeit später.
Jarzębskis Canzoni e Concerti... ist eine der frühesten erhaltenen Sammlungen frühbarocker Musik in Polen. Obschon erst 1627 gedruckt, entstanden die Werke etwa 10 Jahre früher. Sie repräsentieren den ausgereiften italienischen Stil jener Zeit, der auch in Mitteleuropa gepflegt wurde. Zahlreiche Werke enthalten teilweise umgearbeitetes musikalisches Material aus Motetten oder Madrigalen von Komponisten wie Palestrina, Giovanni Gabrieli, Claudio Merulo oder Alessandro Striggio.

## Werke (erhalten)
- Canzoni e Concerti a Due, Tre e Quattro Voci, cum Basso continuo di Adamo Harzebsky Polono Anno 1627; darin 28 Stücke; teilweise freie Kompositionen, der Rest Übertragungen von Vokalwerken; einige Stücke tragen Namen deutscher Städte: Berlinesa, Norimberga Königsberga oder Küstrinella. Dies könnte ein Hinweis sein, dass diese Stücke um 1612 bis 1616 entstanden sind, als er für den Brandenburger Hof tätig war.
- Missa sub concerto für vier Stimmen und B.c. (nur die Bassstimme erhalten)
- More veterum Kanon für zwei Stimmen (in Sammelband, Venedig 1643)
- Gościniec abo krótkie opisanie Warszawy (In Versen verfasste Beschreibung Warschaus, die heute wertvolle Informationen über die damalige Bebauung der Stadt bietet und 1974 in Neuauflage erschien.)